# NGC 4533
NGC 4533 is een spiraalvormig sterrenstelsel in het sterrenbeeld Maagd. Het hemelobject werd in 1877 ontdekt door de Duitse astronoom Ernst Wilhelm Leberecht Tempel.

## Synoniemen
- UGC 7725
- MCG 1-32-102
- ZWG 42.157
- VCC 1557
- PGC 41816